# Cryptanthus tiradentesensis
Cryptanthus tiradentesensis là một loài thực vật có hoa trong họ Bromeliaceae. Loài này được Leme mô tả khoa học đầu tiên năm 2007.

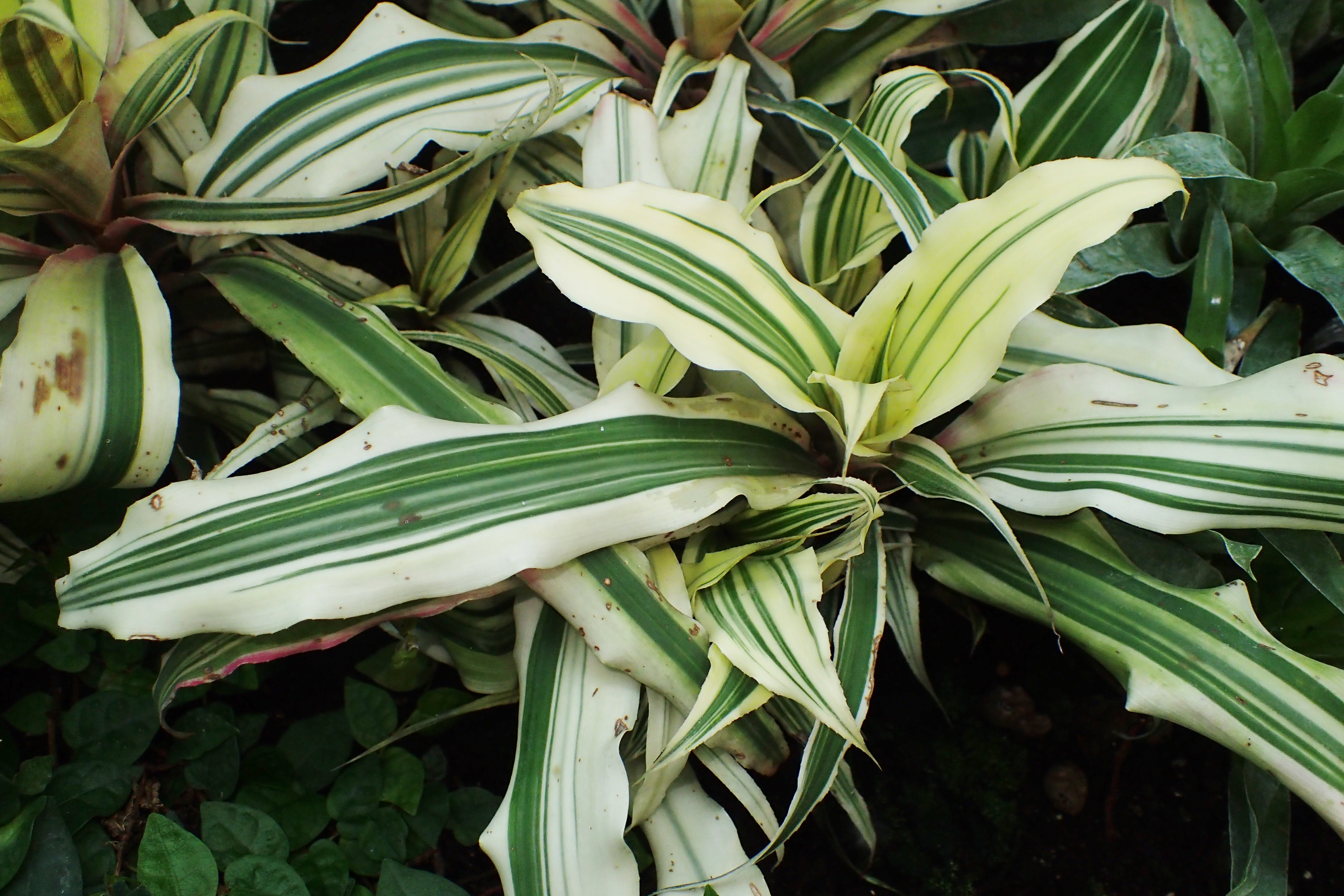
Cryptanthus_bromelioides_var._tricolor_kz01